# جامعات اليمن
قالب:قائمة جامعات اليمن

## الجامعات الحكومية
- جامعة صنعاء (1970)
- جامعة عدن (1970)
- جامعة تعز (1993)
- جامعة حضرموت (1993)
- جامعة ذمار (1996)
- جامعة إب (1996)
- جامعة الحديدة (1996)
- جامعة عمران
- جامعة البيضاء
- جامعة 21 سبتمبر للعلوم الطبية والتطبيقية (2016)
- جامعة إقليم سبأ – مأرب (2016)
- جامعة سيئون – حضرموت (2017)
- جامعة أبين (2018)
- جامعة لحج (2021)
- جامعة المهرة (2022)

## الجامعات الأهلية (الخاصة)
- جامعة العلوم والتكنولوجيا – صنعاء (1994)
- جامعة العلوم والتكنولوجيا – حضرموت (1994)
- جامعة حضرموت للعلوم والتكنولوجيا (1994)
- جامعة الإيمان – صنعاء (1993)
- جامعة الأحقاف – حضرموت (1995)
- جامعة الملكة أروى – صنعاء (1996)
- جامعة المستقبل – صنعاء (2004)
- جامعة الأندلس – صنعاء (2003)
- جامعة تونتك الدولية للتكنولوجيا (2008)
- الجامعة اللبنانية الدولية (اليمن) – صنعاء (2006)
- جامعة الناصر – صنعاء (2007)
- الجامعة العربية للعلوم والتقنية – عدن (2007)
- جامعة الاتحاد للعلوم والتكنولوجيا
- جامعة سبأ
- جامعة اليمن – صنعاء (2008)
- جامعة العرب – حضرموت (2017)
- الجامعة الوطنية
- جامعة ليمكوكوينغ للتقنية الإبداعية (اليمن)
- جامعة أروى الحديثة
- جامعة العلوم الحديثة
- الجامعة اليمنية
- جامعة الأكاديميين العرب للعلوم والتكنولوجيا – صنعاء (2020)
- جامعة القرآن الكريم والعلوم الإسلامية – حضرموت وعدن وشبوة (1994)